# Capela de D. Fradique de Portugal
A Capela de D. Fradique de Portugal encontra-se no interior da Igreja do Convento de São Francisco, na freguesia de Santo André, no município de Estremoz, Distrito de Évora, Portugal.
Eesta Capela está classificada como Monumento Nacional desde 1922, estando aberta ao público diariamente das 14 às 19 horas.

## História e descrição
A capela foi construída em 1539, em estilo manuelino, por ordem de D. Fradique de Portugal, bispo de Calatrava, Segóvia e Sigüenza, arcebispo de Saragoça, vice-rei da Catalunha e filho dos condes de Faro, Odemira e Vimieiro. Foi instituida para panteão da sua família, que teve o senhorio de Estremoz.
No panteão dos senhores do Vimieiro, estão sepultados D. Fernando de Noronha (falecido em 1552) e D. Isabel de Melo (1563), sua esposa.

## Galeria

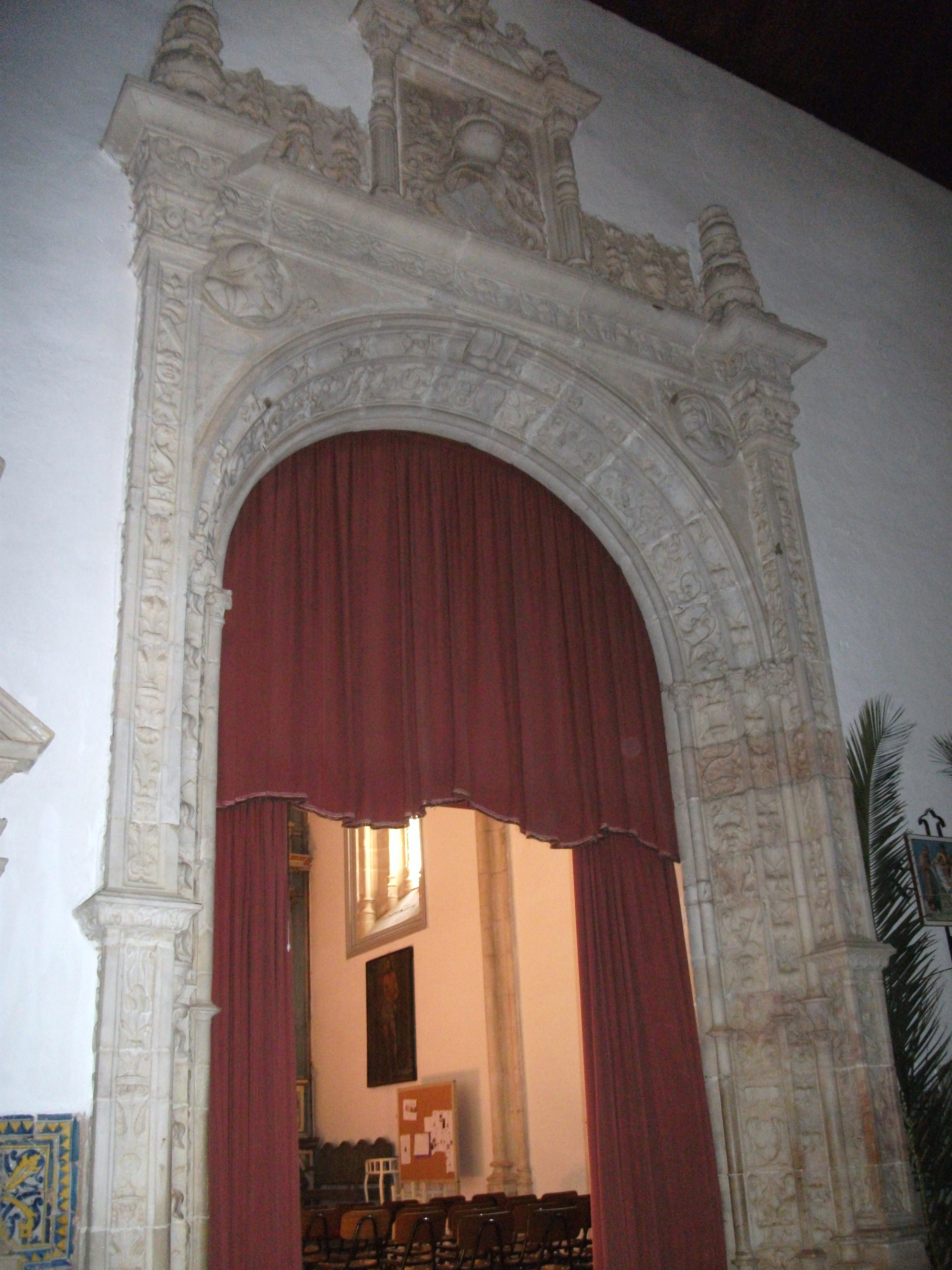
Entrada da Capela.
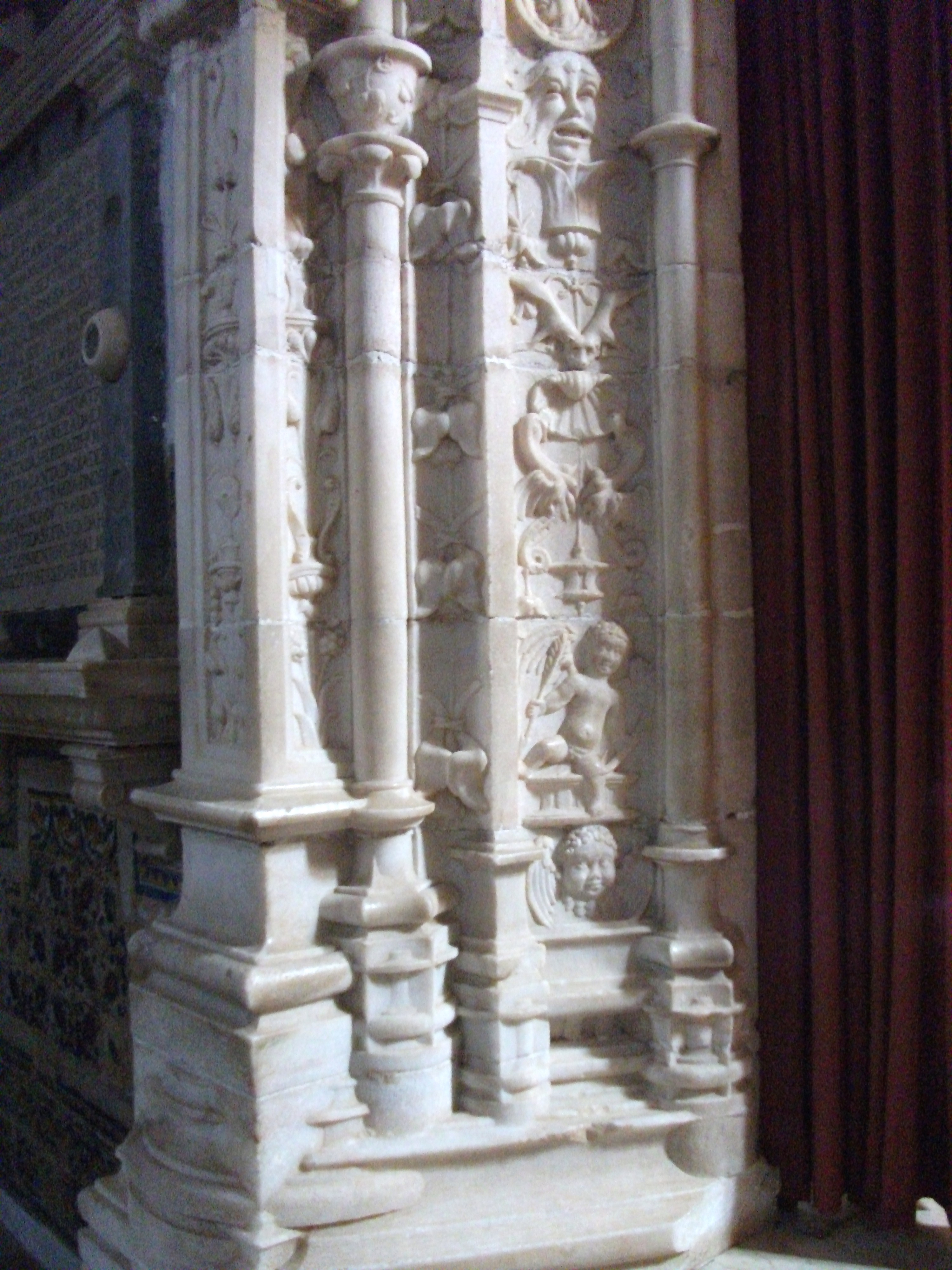
Detalhe do pórtico.
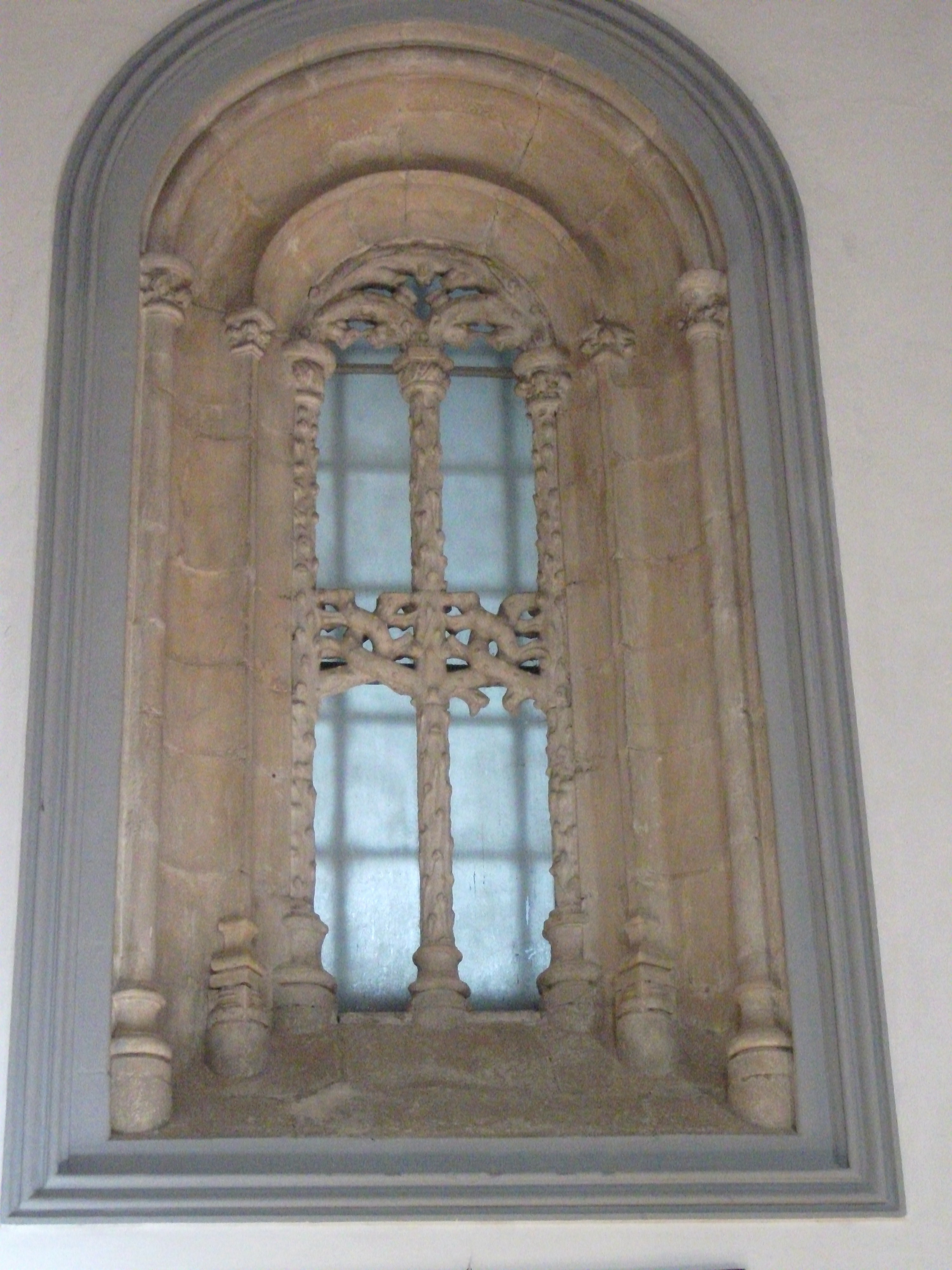
Janela manuelina no interior da Capela.
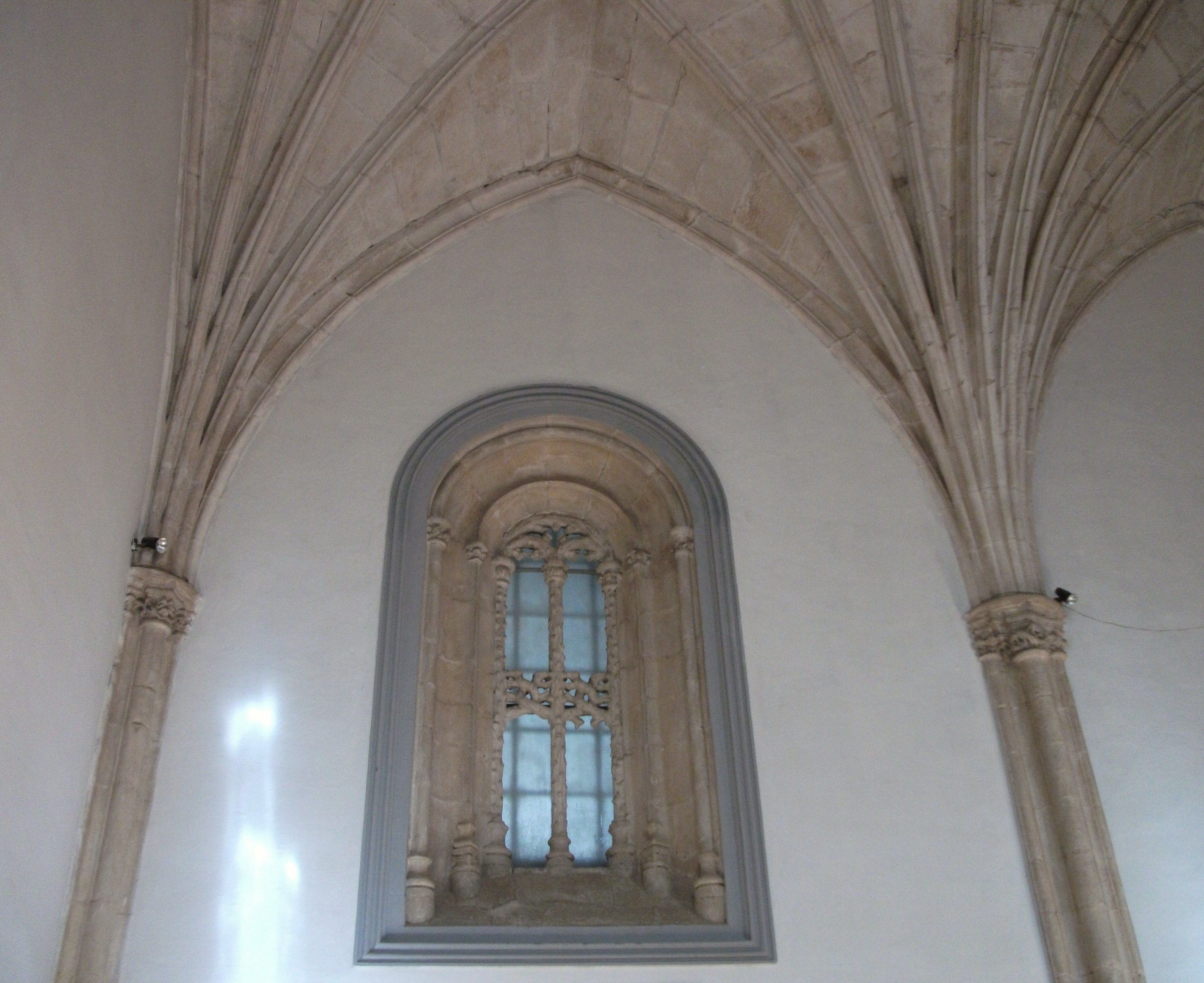
Janela manuelina no interior da Capela.